# 蕭宝嵩
蕭 宝嵩（蕭寶嵩、しょう ほうすう、生年不詳 - 中興2年3月13日（502年4月5日）は、南朝斉の皇族。晋熙王。明帝蕭鸞の十男。字は智靖。

## 経歴
蕭鸞と殷貴嬪のあいだの子として生まれた。永元2年（500年）、冠軍将軍・丹陽尹となった。4月、持節・都督南徐兗二州諸軍事・南徐州刺史に任じられた。中興元年（501年）、和帝が即位すると、宝嵩は中書令となった。
中興2年3月辛丑（502年4月5日）、謀反の罪で処刑された。

## 伝記資料
- 『南斉書』巻50 列伝第31
- 『南史』巻44 列伝第34